# 1361
1361 (MCCCLXI) var ett normalår som började en fredag i den julianska kalendern.

## Händelser

### Mars
- 14 mars – Niels Jensen (Bild) väljs till ärkebiskop i Lunds stift

### Maj
- 1 maj – Magnus Eriksson skriver ett brev till gotlänningarna, där han varnar dem för ett danskt anfall.

### Juli
- Valdemar Atterdag anfaller och erövrar Öland.
- Valdemar anfaller och erövrar Gotland.
  - 22 juli – Danskarna landstiger vid Kronvalls fiskeläge vid Eksta-kusten på västra Gotland.
  - 23 juli – Gotländska bönder river Ajmunds bro.
  - 25 juli – Danskarna gör ett första anfall mot Ajmunds bro, som dock slås tillbaka.
  - 26 juli
    - Danskarna besegrar den gotländska bondehären i slaget vid Mästerby vid Fjäle myr innan de går vidare mot Visby.
    - De gotländska bönderna samlas utanför Visby, där de förbereder sig för ett nytt motståndsförsök mot danskarna.

  - 27 juli – Danskarna besegrar ytterligare en gång den gotländska bondehären utanför Visby.
  - Fred sluts mellan Valdemar och Visbys borgare. Valdemar brandskattar Visby.

### November
- November – Håkan Magnusson gör uppror mot sin far Magnus Eriksson och fängslar denne.

### Okänt datum
- Danzig blir medlem av Hansan.
- Burgund blir apanage under Frankrikes kungliga domäner.[1]

## Födda
- 26 februari – Wencel IV, kung av Böhmen och kung över Tysk-romerska riket.
- 6 mars – Tran Phe De, kejsare av Vietnam.
- 22 juli – Karl III av Navarra, kung av Navarra.
- Katarina Visconti, hertiginna av Milano
- Isabella av Foix, regerande furstinna av Andorra.

## Avlidna
- 23 januari – Jacob Kyrning (Thott), dansk ärkebiskop sedan 1355.
- 14 mars – Eysteinn Ásgrímsson, isländsk munk.
- 18 september – Ludvig V av Bayern, hertig av Bayern och markgreve av Brandenburg.

### Fotnoter
1. ↑  World Statesmen (läst 7 april 2011)